# Dariusz Nożyński
Dariusz Nożyński (ur. 7 kwietnia 1980 r. w Przasnyszu) – polski biegacz uliczny, ultramaratończyk, informatyk.
Ukończył Szkolę Podstawową nr 2 w Przasnyszu oraz miejscowe Liceum Ogólnokształcące im. Komisji Edukacji Narodowej. Następnie podjął studia na Wydziale Elektroniki i Technik Informacyjnych Politechniki Warszawskiej.
Przygodę ze sportem rozpoczął w MKS Przasnysz w grupie trenera Lecha Smolińskiego. Przez wiele lat był zawodnikiem niestowarzyszonym. Od 2020 roku jest zawodnikiem RK Athletics Warszawa.
Od 2017 r. specjalizuje się w ultramaratonach. Zdobył 2 tytuły mistrza Polski w biegu na 100 km (2020, 2021) i 2 złote medale mistrzostw Polski w biegu 6-godzinnym (2022, 2024). Rekordzista Polski w biegu 6-godzinnym (95004 m – 23.04.2022 Chorzów) i w biegu na 100 km na stadionie (6:28:15 – 20.04.2024 Warszawa). Rekordowy rezultat z Warszawy jest jednocześnie trzecim wynikiem all-time polskich ultramaratończyków, uwzględniając również biegi uliczne.

## Osiągnięcia
| Rok  | Impreza                                   | Miejsce              | Konkurencja   | Pozycja     | Wynik    |
| ---- | ----------------------------------------- | -------------------- | ------------- | ----------- | -------- |
| 2022 | Mistrzostwa Świata w biegu na 100 km 2022 | Bernau bei Berlin    | indywidualnie | 17. miejsce | 6:41:32  |
| 2022 | Mistrzostwa Świata w biegu na 100 km 2022 | Bernau bei Berlin    | drużynowo     | 6. miejsce  | 20:31:40 |
| 2022 | Mistrzostwa Europy w biegu na 50 km 2022  | Sotillo de la Adrada | indywidualnie | 19. miejsce | 3:03:33  |
| 2022 | Mistrzostwa Europy w biegu na 50 km 2022  | Sotillo de la Adrada | drużynowo     | 4. miejsce  | 9:09:00  |
| 2023 | Mistrzostwa Świata w biegu na 50 km 2023  | Hyderabad            | indywidualnie | 24. miejsce | 3:05:22  |
| 2024 | Mistrzostwa Świata w biegu na 100 km 2024 | Bengaluru            | indywidualnie | 38. miejsce | 7:48:22  |
| 2024 | Mistrzostwa Świata w biegu na 100 km 2024 | Bengaluru            | drużynowo     | 6. miejsce  | 23:05:37 |